# Otto Dammer

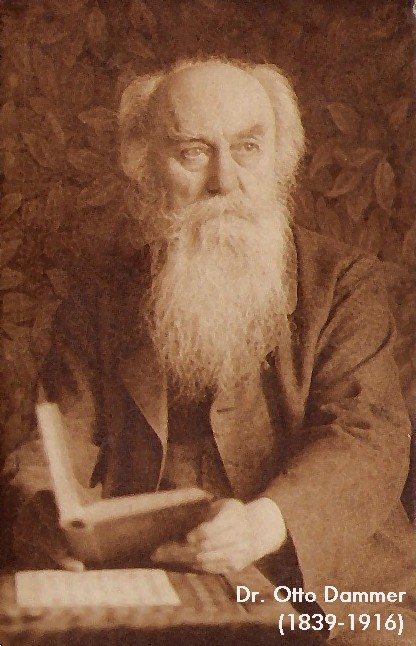
Otto Dammer

Johann Gustav Eduard Otto Dammer (* 20. April 1839 in Stettin; † 18. Oktober 1916 in Altkirchen) war ein deutscher Chemiker, Lexikograf, Journalist und Politiker.

## Leben und Wirken
Otto Dammer wurde 1839 in Stettin als Sohn des Lehrers Eduard Friedrich Ferdinand Dammer (1812–1850) und seiner Frau Emilie Henriette Ottilie geb. Benoit (1816–1839) geboren; die Mutter starb wenige Tage darauf. Er besuchte in Stettin zunächst die Otto-Schule, an der sein Vater Lehrer war, und später das Marienstiftsgymnasium. Nach der Konfirmation 1853 wurde er Apothekerlehrling bei seinem Onkel Gustav Benoit (1822–1871) in der Elefanten-Apotheke in Berlin und anschließend Apotheken-Gehilfe in Stettin.
Es folgten einige Jahre Studium der Chemie in Berlin (unter Heinrich Rose und Eilhard Mitscherlich) und in Göttingen (unter Friedrich Wöhler und Heinrich Limpricht). Am 15. Dezember 1857 legte er in Gießen das Rigorosum ab und wurde nach Genehmigung seiner Dissertation De fermentatione zum Dr. phil. promoviert. Im August 1860 heiratete er in Gotha Mathilde Bohnenstengel, die Tochter eines Lehrers aus Schützendorf (Kreis Cammin/Pommern).
Gleich nach der Promotion begann er, kleine populäre Artikel zu schreiben, die unter anderem in der Natur (hrsg. in Halle von Otto Ule) und in der Gartenlaube veröffentlicht wurden. Auf Anregung von Professor Emil Adolf Roßmäßler wurde er 1861 Redakteur des Niederschlesischen Anzeigers und Mitarbeiter der Redaktion von Roßmäßlers Zeitschrift Aus der Heimat. Durch Roßmäßler kam Dammer auch in Kontakt mit dem Leipziger Arbeiter-Bildungsverein, wo er in der Folge mehrere Vorträge hielt und unter anderem Alfred Brehm kennenlernte. Durch dessen Vermittlung wurde er 1862 Mitarbeiter an Meyers Bibliographischem Institut.
Aus Unzufriedenheit mit bürgerlichen Konzepten zur Lösung der sozialen Frage trennte sich Dammer 1862 vom Arbeiter-Bildungsverein und gründete zusammen mit Julius Vahlteich und Friedrich Wilhelm Fritzsche einen neuen Arbeiterverein „Vorwärts“. Unter dem Eindruck von Ferdinand Lassalles Arbeiterprogramm und seiner ersten Verfassungsrede traten Dammer, Fritzsche und Vahlteich im Dezember 1862 an Lassalle heran und forderten ihn im Namen des „Komitees zur Einberufung eines allgemeinen deutschen Arbeitertages“ dazu auf, sich an die Spitze der deutschen Arbeiterbewegung zu stellen.

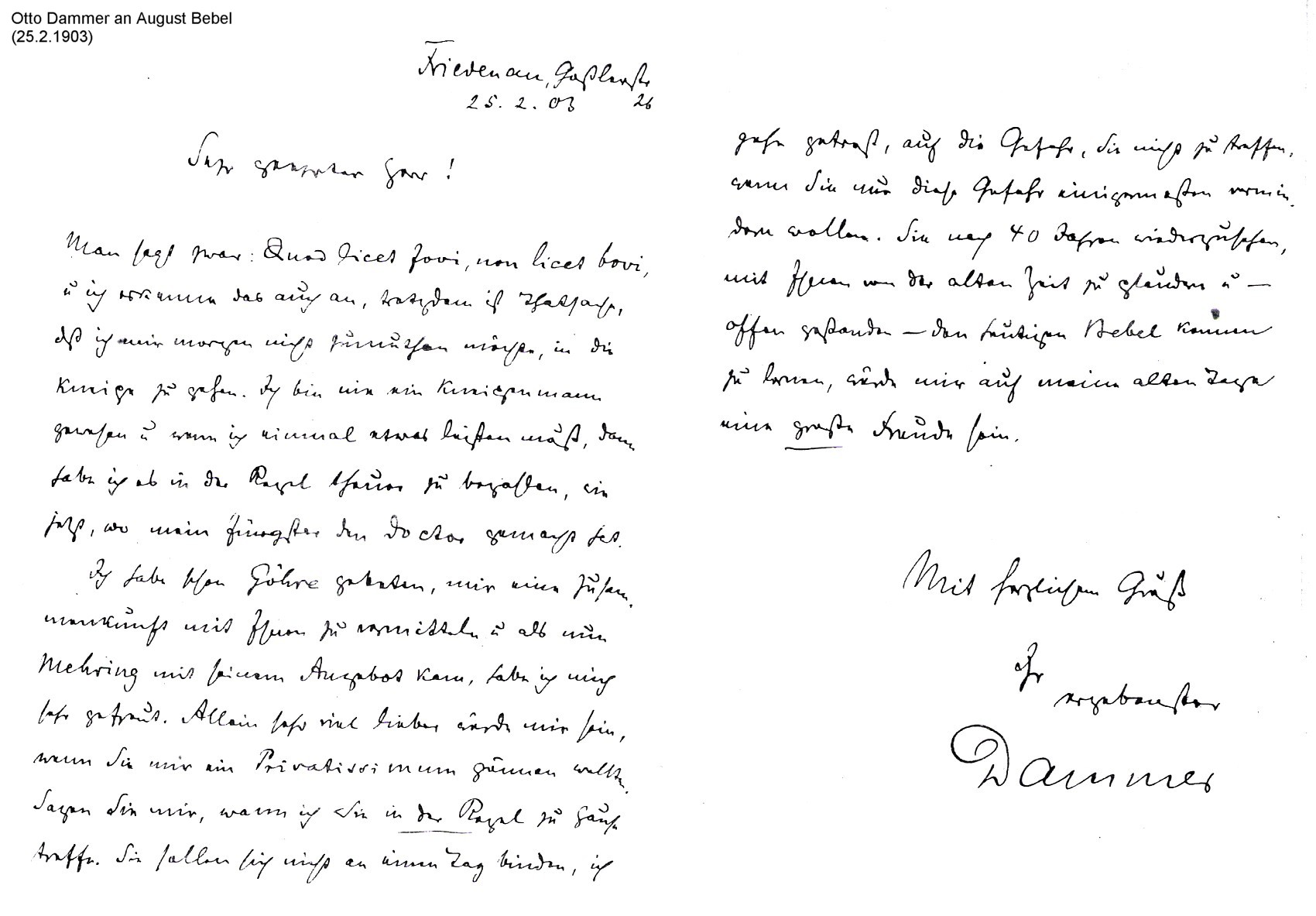
Brief von O. Dammer an August Bebel von 1903 (Original im Archiv des IISG)

Dammer engagierte sich in der Folgezeit sehr stark im ADAV, dessen Leitung er von Lassalles Abreise in die Schweiz bis Ende 1864 übernahm. Dann legte er dieses Amt nieder, zog mit seiner Familie nach Hildburghausen und widmete sich dort der Arbeit an Meyers Konversationslexikon; dieses betreute er auch in der Folgezeit bis zur sechsten Auflage (1902–1908). Daneben verfasste bzw. edierte er zahlreiche naturwissenschaftliche Werke, darunter das Handbuch der anorganischen Chemie und Des deutschen Knaben Experimentierbuch. Von 1886/87 bis 1890 wirkte Dammer als Mitherausgeber der populärwissenschaftlichen Zeitschrift Humboldt. Sein politisches Engagement scheint Dammer fortan weitestgehend eingestellt zu haben, doch zeigt seine Korrespondenz, dass er auch weiterhin in Kontakt mit der sozialdemokratischen Bewegung blieb.
Von 1869 bis zu seinem Tode lebte Dammer in Berlin (von 1883 an in Friedenau, zuletzt Stubenrauchstr. 67). Zu seinen elf herangewachsenen Kindern zählten der Botaniker Carl Lebrecht Udo Dammer und der Geologe Bruno Dammer, zu seinen Enkelkindern die Benediktinerin Eva „Placida“ Laubhardt, die Malerin und Graphikerin Hildegard Halfar-Dammer und der Maler und Graphiker Joachim Dammer.